# أندريه أفونسو
أندريه أفونسو (11 مارس 1996 بفارو في البرتغال - ) هو لاعب كرة قدم برتغالي في مركز الوسط. لعب مع نادي فارنزي.

## وصلات خارجية
- أندريه أفونسو على موقع قاعدة بيانات كرة القدم.إي يو (الإنجليزية)
- أندريه أفونسو على موقع Soccerway.com (الإنجليزية)